# Bernd Lünser

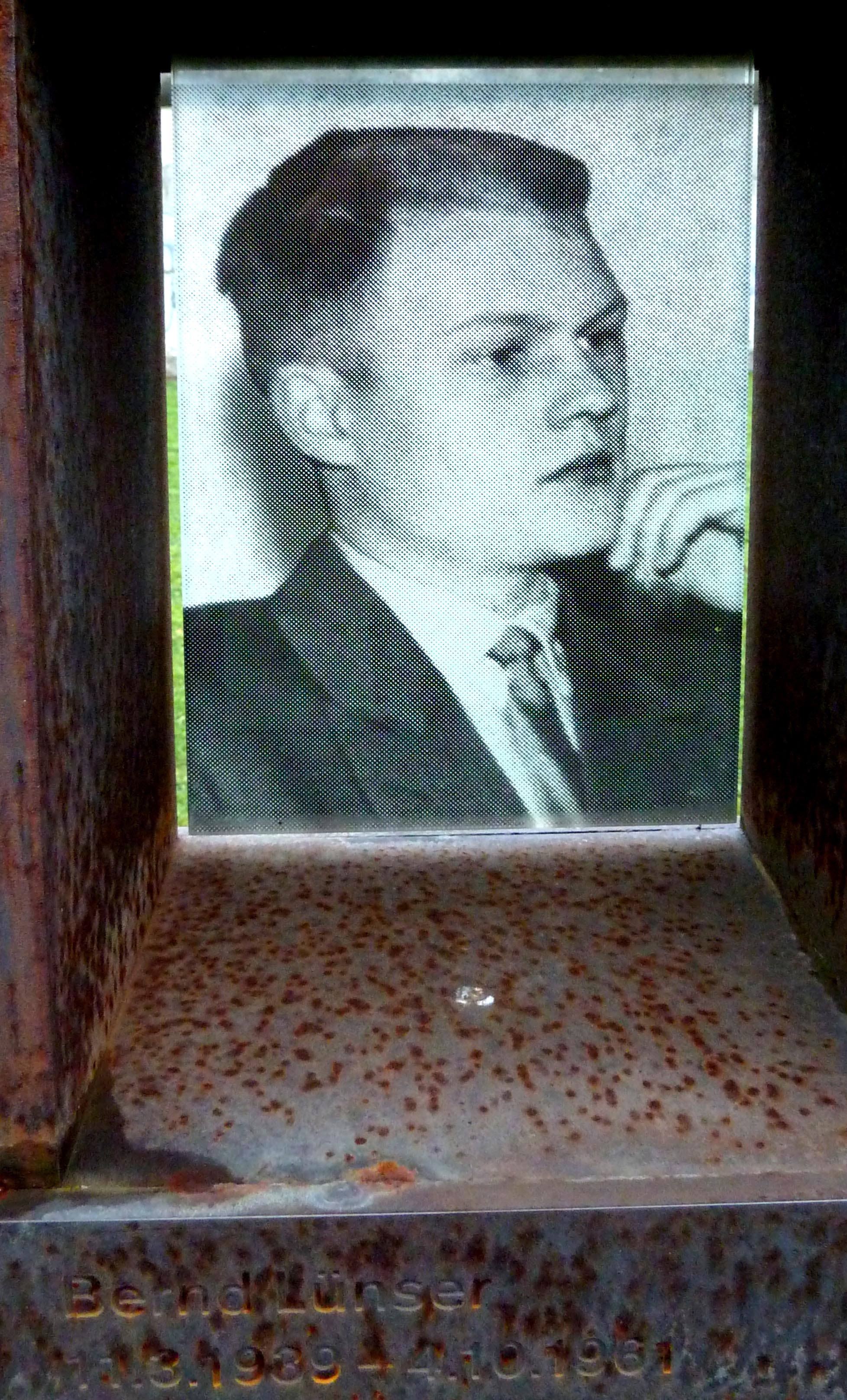
Bernd Lünser im Fenster des Gedenkens der Gedenkstätte Berliner Mauer

Bernd Lünser (* 11. März 1939 in Berlin; † 4. Oktober 1961 ebenda) war eines der ersten Todesopfer an der Berliner Mauer. Bei einem Fluchtversuch aus der DDR über ein Hausdach an der Bernauer Straße verfehlte er ein von der West-Berliner Feuerwehr aufgespanntes Sprungtuch.

## Leben

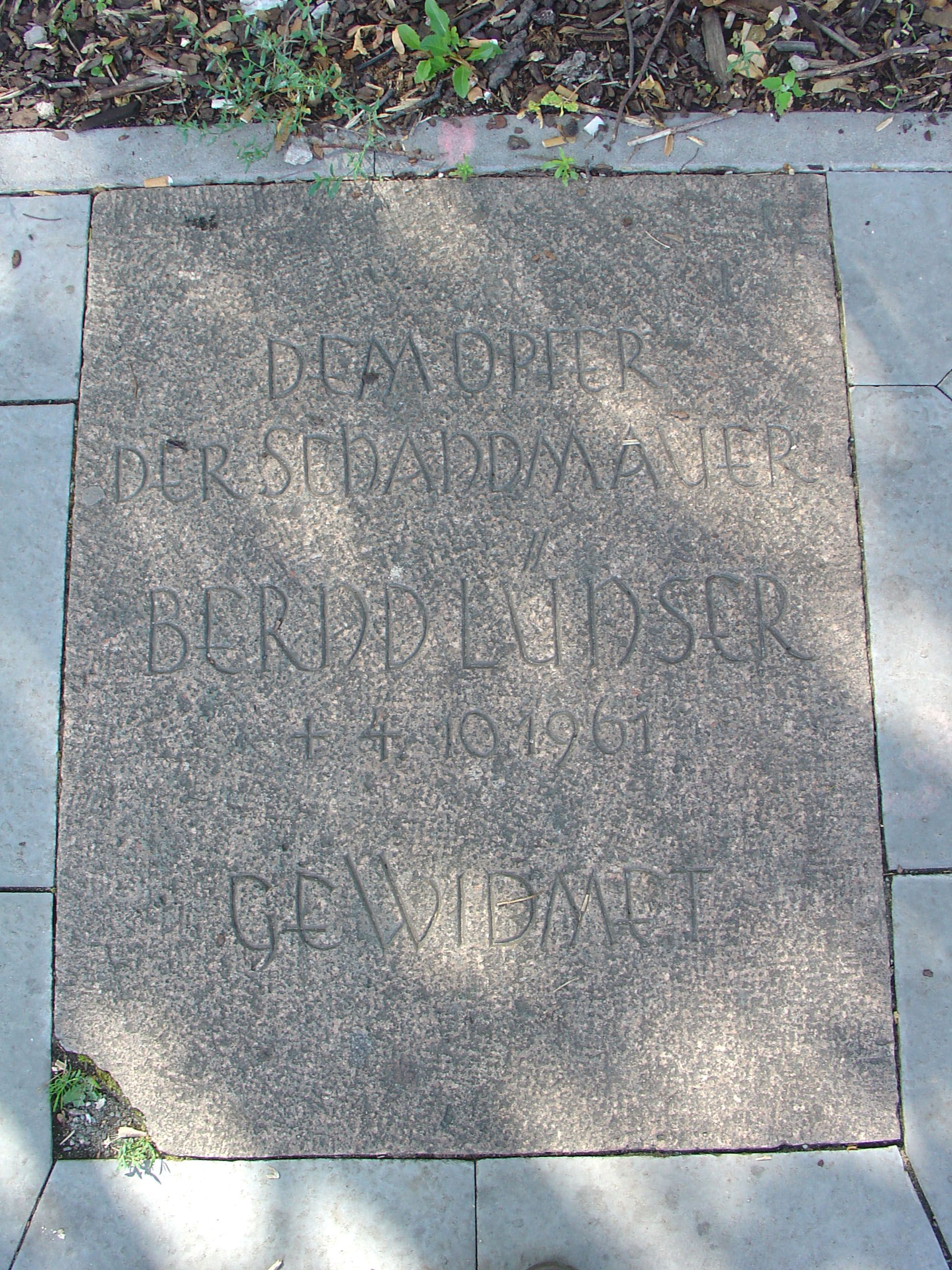
Gedenktafel in der Bernauer Straße: „Dem Opfer der Schandmauer Bernd Lünser † 4.10.1961, gewidmet“

Bernd Lünser wurde in Berlin geboren. Da sich seine Eltern scheiden ließen, wuchs er bei der Mutter in Friedrichshain auf, sein Vater zog nach West-Berlin. Nach dem Abitur machte er eine Lehre als Maurer in einem Betrieb in Ost-Berlin und nahm danach ein Bauingenieurs-Studium an der Staatlichen Ingenieurschule für Bauwesen in Berlin-Neukölln auf. Er wohnte weiterhin in Ost-Berlin und musste sein Studium mit dem Mauerbau unterbrechen. Er wollte bis zum Beginn des Wintersemester 1961/1962 in den Westen fliehen.
Am Abend des 4. Oktober 1961 begab er sich an die Bernauer Straße. Die Straße gehörte hier in voller Breite zu West-Berlin, während die Häuser der südlichen Straßenseite zu Ost-Berlin gehörten. Um Fluchten zu verhindern, ließen die Behörden der DDR die Häuser räumen und begannen, die Fenster zu vermauern. Es kam in dem Bereich zu mehreren Fluchten, bei denen am 26. September 1961 Olga Segler verstarb. Bernd Lünser kletterte auf ein Hausdach in der Swinemünder Straße und ging über die Dächer Richtung Bernauer Straße, wo er sich an einer Wäscheleine abseilen wollte. Er versuchte so, nicht durch Grenzer entdeckt zu werden. Dieser Versuch misslang, als zwei Grenzposten auf ihn aufmerksam wurden und ihn verfolgten. Lünser begann zu rennen und rief um Hilfe aus West-Berlin. Die West-Berliner Feuerwehr bezog mit einem Sprungtuch Stellung vor der Hausnummer 44. Zwischen Lünser und den Grenzern kam es zu einem Handgemenge, in dessen Verlauf Lünser und ein Grenzer zur Dachkante rutschten. Als Lünser sich von dem Grenzer lösen konnte, sprang er vom Dach, verfehlte aber das aufgespannte Sprungtuch. Der Aufprall auf das Pflaster war tödlich.
Während des Fluchtversuchs wurden von den DDR-Grenzern auch Schüsse abgegeben, die zum Teil im Westen einschlugen. Daher erwiderte die West-Berliner Polizei das Feuer. Der mit Lünser an die Dachkante gerutschte Grenzer wurde dabei am Oberschenkel getroffen. In der Folge kam es zu gegenseitigen Schuldzuweisungen von Offiziellen aus West- und Ost-Berlin, die, durch die Äußerungen von Karl Maron, bis auf die Minister-Ebene reichten.

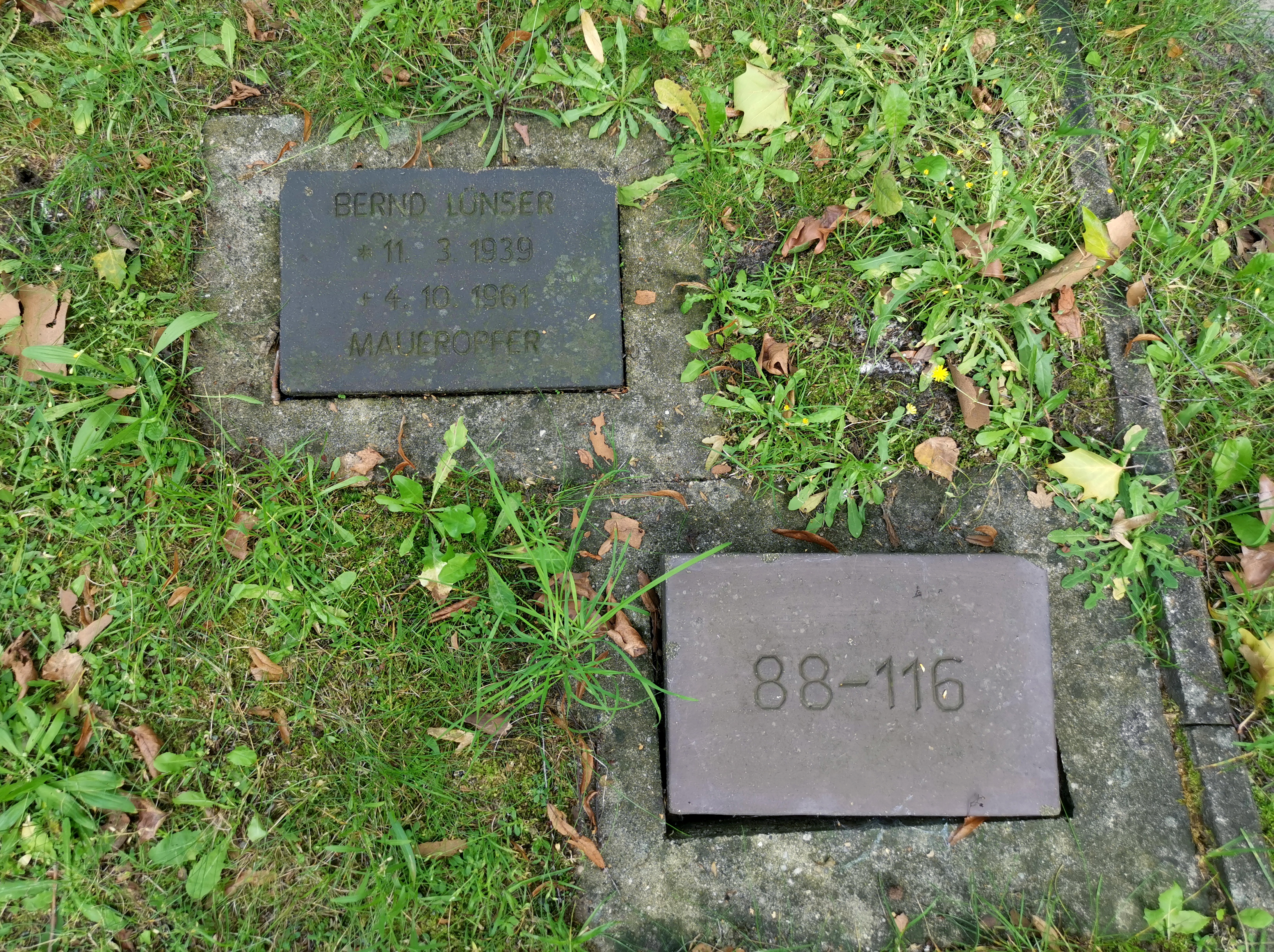
Grab auf dem Friedhof Steglitz, Feld 37

Der Ablauf wurde nach der deutschen Wiedervereinigung erneut untersucht, konnte aber nicht vollends aufgeklärt werden. Der Prozess gegen einen der Grenzer endete mit einem Freispruch. Die Vermutung, dass neben Bernd Lünser noch mindestens eine weitere Person an dem Fluchtversuch teilnahm, konnte hingegen widerlegt werden, obwohl dies auf Grundlage von westlichen Augenzeugenberichten jahrelang angenommen wurde.
Der Leichnam wurde auf dem Städtischen Friedhof in Steglitz beigesetzt. Eine Gedenktafel auf dem Bürgersteig erinnert an Bernd Lünser und seinen Tod.